# Tempête sur l'Asie
Pour les articles homonymes, voir Tempête sur l'Asie (homonymie) et Tempête (homonymie).
Pour plus de détails, voir Fiche technique et Distribution.
Tempête sur l'Asie (en russe : Potomok Tchingis-Khana, littéralement « Le Descendant de Gengis Khan ») est un film soviétique réalisé par Vsevolod Poudovkine, sorti en Russie en novembre 1929.

## Synopsis
Baïr est un nomade qui se rend au marché pour vendre une fourrure admirable. Une fois sur place, un acheteur européen l'oblige à la lui vendre pour une poignée de pièces, mais Baïr refuse. Un combat s'ensuit et le nomade doit se réfugier dans les montagnes. Plusieurs années se passent. Au début des années 1920, la Mongolie est occupée par l'armée britannique (d'après le synopsis seulement). Dans ce climat de guerre civile, Baïr est fait prisonnier pour avoir rejoint la résistance. Il est condamné à mort. On découvre alors sur lui une ancienne amulette ayant appartenu à Gengis Khan et Baïr est alors reconnu comme héritier du grand empereur Moghol. Il est alors instrumentalisé pour détourner le peuple du communisme, mais il parvient finalement à défaire les liens qui l'enchaînent. La scène finale le montre à la tête d'une fantastique chevauchée.

## Fiche technique
- Titre : Tempête sur l'Asie
- Titre original : Potomok Tchingis-Khana
- Réalisation : Vsevolod Poudovkine
- Scénario : Ossip Brik et Ivan Novokchenov
- Photographie : Anatoli Golovnya
- Direction artistique : Moïssei Aronson, Sergueï Kozlovski
- Musique : Nikolaï Krioukov
- Pays d'origine : URSS
- Format : Noir et blanc - Film muet
- Genre : Drame et guerre
- Durée : 96 minutes[1]
- Date de sortie : 10 novembre 1929
- Production : Mejrabpomfilm

## Distribution
- Valéry Inkijinoff : Baïr, le Mongol
- I. Dedintsev : le commandant britannique, chef des troupes d'occupation
- L. Belinskaïa : la femme du commandant
- Leonid Obolenski : commandant adjoint
- Alexandre Tchistiakov : le chef des rebelles russes
- Viktor Tsoppi : le négociant
- Fiodor Ivanov : le lama
- V. Pro : missionnaire britannique
- Boris Barnet : soldat britannique, fumeur de pipe
- Karl Gourniak : autre soldat

## À noter
Grâce à sa grande notoriété, Poudovkine obtient avec l'accord du dalaï-lama l'autorisation de filmer une cérémonie traditionnelle dans un temple.